# Mucheln
Ne doit pas être confondu avec Mücheln (Geiseltal).
Mucheln est une commune allemande de l'arrondissement de Plön, dans le Land de Schleswig-Holstein.

## Géographie
Mucheln se situe à 10 km au nord de Plön et 18 à l'est de Kiel. Elle se trouve entre la Bundesstraße 202, entre Kiel et Lütjenburg, au nord, et au sud la Bundesstraße 430 entre Plön et Lütjenburg.
La commune regroupe les quartiers de Baumrade, Friedeburg, Hasselburg, Sellin et Tresdorf.